# لیو هوانا
لیو هوانا (انگلیسی: Liu Huana؛ زادهٔ ۱۷ مهٔ ۱۹۸۱) بازیکن فوتبال اهل چین است.